# Fowleria vaiulae
Fowleria vaiulae är en fiskart som först beskrevs av Jordan och Seale, 1906.  Fowleria vaiulae ingår i släktet Fowleria och familjen Apogonidae. Inga underarter finns listade i Catalogue of Life.